# John Hinch
John Hinch (19. lipnja 1947. – 29. travnja 2021.) bio je britanski bubnjar iz Lichfielda. Svirao je na albumu Rocka Rolla sastava Judas Priest. Također je bio član skupina Hiroshima i Bakerloo.

## Životopis
Svirao je s rock-sastavima iz Birminghama kao što The Pinch, The Generation i Bakerloo. Uz Roba Halforda bio je član sastava Hiroshima.
Godine 1973. s Robom Halfordom pridružio se sastavu Judas Priest. Godine 1974. objavljen je prvi studijski album, Rocka Rolla. Napustio je sastav 1975.
Hinch je preminuo 29. travnja 2021. u 74. godini života.

## Diskografija
Judas Priest (1973. – 1975.)
- Rocka Rolla (1974.)
- The Best of Judas Priest (1977.)